# SN 2007Y
SN 2007Y – supernowa typu Ib odkryta 3 marca 2007 roku w galaktyce NGC 1187. Jej maksymalna jasność wynosiła 15,65m.